# بلی برود
بلی برود (به لاتین: Beli Brod) یک منطقهٔ مسکونی در بلغارستان است که در شهرستان بویچینوفتسی واقع شده‌است.